# Guatapé
Guatapé je mesto in občina v departmaju Antioquia v Kolumbiji. Je del podregije Vzhodna Antioquia in leži 79 kilometrov od Medellína, glavnega mesta departmaja. Guatapé na severu meji na Alejandrío, San Rafael na vzhodu ter Granado in El Peñol na jugu. To mesto je zbirališče Las Vegasa, ki se nanaša na majhne kmetije na tem območju.
Mesto je glavna turistična atrakcija, zlasti za popotnike iz Medellína. El Peñón de Guatapé, velika skala, na katero se obiskovalci lahko povzpnejo in znameniti zócalos (freske), ki krasijo več stavb, privabljajo številne turiste.

## Zgodovina
Preden so španski konkvistadorji v 16. stoletju dosegli območje, so to ozemlje naseljevale avtohtone skupine, nekatere je nadzoroval cacique po imenu Guatape. V njegovo čast je mesto dobilo ime. Ime Guatapé izvira iz jezika Kečua, povezanega s "kamni in vodo". Drugo ime, ki ga je imelo mesto v preteklosti, je bilo La Ceja de Guatapé.
Leta 1714 so bili domorodci pod Guatapéjem te regije združeni v zavetišče, znano kot San Antonio de Remolinos Peñol. Sledovi njihovega obstoja izvirajo iz glinenih žar, najdenih v mestu Alto Verde, in več arheoloških najdišč, ki še niso bila raziskana v vaseh La Peña, La Piedra, El Roble in El Rosario.
Guatapé je 4. oktobra 1811 ustanovil Španec Don Francisco Giraldo y Jimenez. Septembra 1867 je bilo razglašeno za občino.
Guatapé je skozi svojo zgodovino doživel spremembe. To je bilo pretežno kmečko mesto, ki se je opiralo na živinorejo, poljedelstvo in rudarstvo. Empresas Públicas de Medellín je tu 1970-ih zgradil velik hidroelektrarni kompleks. Ta megaprojekt je močno vplival na družbeni, gospodarski, politični, okoljski in kulturni razvoj kraja. Z izgradnjo tega jezu je Guatapé postal eno najpomembnejših centrov za proizvodnjo električne energije v državi.

## Demografija
Skupno prebivalstvo: 6469 prebivalcev (2015)
- Mestno prebivalstvo: 5045
- Podeželsko prebivalstvo: 1424

Pismenost: 92,3 % (2005)
Etnična pripadnost: po podatkih, ki jih je predstavil popis DANE leta 2005, je etnična sestava mesta naslednja:
- Mestici & belci (99,96 %)
- afro-kolumbijci (0,04 %)

## Zanimivosti
- Calle del Recuerdo ("Spominska pot")
- Župnijska cerkev Nuestra Señora del Carmen
- Kapela Gospe od Santa Ane
- Skupnostni zgodovinski muzej
- Pueblo de Zócalos
- Slapovi

### La Piedra
El Peñón de Guatapé je skalna tvorba, ki meji na jezero. Nastala je vzdolž skalne podlage Antioquia (batolito de antioquia) pred 70 milijoni let. Z dvema tretjinama svoje višine pod zemljo je izpostavljena navpična površina visoka več kot 200 metrov in je vidna iz celotne okolice. Obiskovalci se lahko povzpnejo na skalo po stopnišču, vgrajenem v eno steno, pot, ki imaveč kot 649 stopnic do vrha. Na ravnem vrhu skale prodajalci hrane ponujajo mize na prostem s pogledom na razglede, ki segajo do obzorja v vseh smereh. Nad prodajalci hrane sta dve trgovini s spominki in razgledni prostor na prostem za ogled spektakularne pokrajine.
Obiščete lahko tudi dva samostana, ki pripadata skupnosti benediktincev. Menihi so predani sprejemanju in darovanju z obiskovalci.
Na voljo je veliko trajektov za oglede jezu in za obisk otokov, znanih kot Hotel Fantasy Island, ki so severno od obale Guatapéja. Na voljo so tudi številni ekstremni in tradicionalni vodni športi.
Od aprila 2009 so bili načrti za izgradnjo letališča za ultralahko letalstvo.

### Zócalos
Vsaka stavba ima ob spodnjih stenah fasade ploščice v svetlih barvah in dimenzioniranih slikah. Veliko ploščic je vezanih na izdelke, ki jih prodajajo trgovine, ali na prepričanja stanovalcev. Druge so kulturne podobe kmetijske dediščine skupnosti.

## Galerija
- Slikovita ulična scena v Guatapéju
- Cerkev Marije Karmenske
- Zemljevid sosesk in veredas